# Reiji Kawashima
Reiji Kawashima (川島 零士 Kawashima Reiji?, Prefectura de Aichi, 30 de noviembre de 1995) es un actor de voz japonés afiliado a Aoni Production. Es conocido por interpretar a Fushi en Fumetsu no Anata e.

## Biografía
Kawashima nació en la Prefectura de Aichi el 30 de noviembre de 1995. Citó a Final Fantasy X como la razón por la que decidió convertirse en actor de doblaje. Kawashima protagonizó su primer papel principal como Fushi en la serie de anime Fumetsu no Anata e. En 2022, recibió el premio al Mejor Actor Revelación en la 16.ª edición de los Seiyu Awards. Kawashima estaba inicialmente afiliado a la agencia de actuación de voz Air Agency, pero más tarde se fue a Aoni Production.

## Filmografía
Los papeles principales están en negrita

### Anime

#### Series de televisión
| Año  | Título                                                                    | Rol             | Refs.  |
| ---- | ------------------------------------------------------------------------- | --------------- | ------ |
| 2021 | Shadows House                                                             | Patrick / Ricky | [ 7 ]  |
| 2021 | Fumetsu no Anata e                                                        | Fushi           | [ 8 ]  |
| 2021 | Shinka no Mi: Shiranai Uchi ni Kachigumi Jinsei                           | Jade Lowen      |        |
| 2022 | Shadows House 2nd Season                                                  | Patrick / Ricky | [ 9 ]  |
| 2022 | VazzRock the Animation                                                    | Eita Nomura     | [ 10 ] |
| 2022 | Fumetsu no Anata e Season 2                                               | Fushi           | [ 11 ] |
| 2023 | Sugar Apple Fairy Tale                                                    | Jonas Anders    | [ 12 ] |
| 2023 | Shin Shinka no Mi: Shiranai Uchi ni Kachigumi Jinsei                      | Jade Lowen      | [ 13 ] |
| 2023 | Mashle                                                                    | Finn Ames       | [ 14 ] |
| 2023 | Sugar Apple Fairy Tale Part 2                                             | Jonas Anders    | [ 15 ] |
| 2023 | Seija Musō: Salaryman, Isekai de Ikinokoru Tame ni Ayumu Michi            | Luciel          | [ 16 ] |
| 2023 | Eiyū Kyōshitsu                                                            | Blade           | [ 17 ] |
| 2023 | Hypnosis Mic: Division Rap Battle - Rhyme Anima +                         | Kentarō         | [ 18 ] |
| 2024 | Chiyu Mahō no Machigatta Tsukai-kata                                      | Thomas          | [ 19 ] |
| 2024 | Mashle 2nd Season                                                         | Finn Ames       | [ 20 ] |
| 2024 | Cardfight!! Vanguard DivineZ                                              | Suō Yobitsugi   | [ 21 ] |
| 2024 | Yozakura-san Chi no Daisakusen                                            | Taiyō Asano     | [ 22 ] |
| 2024 | Cardfight!! Vanguard DivineZ Season 2                                     | Suō Yobitsugi   | [ 23 ] |
| 2024 | Kono Sekai wa Fukanzen Sugiru                                             | Amano           | [ 24 ] |
| 2024 | Yōkai Gakkō no Sensei Hajimemashita!                                      | Yagorō Ōta      | [ 25 ] |
| 2025 | Honey Lemon Soda                                                          | Emcee           | [ 26 ] |
| 2025 | Cardfight!! Vanguard Divinez Deluxe-hen                                   | Suō Yobitsugi   | [ 27 ] |
| 2025 | Gorilla no Kami Kara Kago Sareta Reijō wa Ōritsu Kishidan de Kawaiigareru | Isaac Sean      | [ 28 ] |
| 2025 | Necronomico no Cosmic Horror Show                                         | Eita            | [ 29 ] |
| 2025 | Nyaight of the Living Cat                                                 | Arata           | [ 30 ] |
| 2025 | Shūkan Ranobe Anime                                                       | Ren Ashiya      | [ 31 ] |
| 2025 | Fumetsu no Anata e Season 3                                               | Fushi           | [ 32 ] |

#### ONAs
| Año  | Título                           | Rol          | Refs.  |
| ---- | -------------------------------- | ------------ | ------ |
| 2017 | Station Memories                 | Master       | [ 33 ] |
| 2024 | Yozakura-san Chi no Mini Sakusen | Taiyō Asano  |        |
| 2024 | Murai no Koi                     | Rei Fukunaga | [ 34 ] |

### Videojuegos
| Año  | Título                                    | Rol                   | Refs.  |
| ---- | ----------------------------------------- | --------------------- | ------ |
| 2019 | Dankira!!!                                | Sora Asahi (joven)    | [ 6 ]  |
| 2019 | Skygalleon of the Blue Sky                | Eros, Krishna         | [ 6 ]  |
| 2020 | Captain Tsubasa: Rise of New Champions    | Personaje del jugador | [ 6 ]  |
| 2020 | Quiz RPG: The World of Mystic Wiz         | Koenmaru              | [ 6 ]  |
| 2021 | Tarot Boys: 22 Apprentice Fortune Tellers | Heil Lavushka         | [ 35 ] |
| 2021 | Monster Strike                            | Cony Lu               | [ 6 ]  |
| 2022 | Touken Ranbu                              | Shichiseiken          | [ 36 ] |